# Trichacis texana
Trichacis texana är en stekelart som beskrevs av Fouts 1925. Trichacis texana ingår i släktet Trichacis och familjen gallmyggesteklar. Inga underarter finns listade i Catalogue of Life.